# Hasan-Batâr, Bolgrad
Hasan-Batâr (în bulgară Самбатър, transliterat: Sambatăr, în ucraineană Виноградне, transliterat: Vînohradne) este un sat în comuna Cubei din raionul Bolgrad, regiunea Odesa, Ucraina. Are 2,144 locuitori, preponderent bulgari.
Satul este situat la o altitudine de 45 metri, în partea de est a raionului Bolgrad. El se află la o distanță de 40 km nord-est de centrul raional Bolgrad. Prin această localitate trece drumul național Bolgrad-Odesa. Teritoriul acestei localități este traversat de râul Catalpugul Mic, care se varsă în râul Catalpugul Mare, în apropiere de vărsarea acestuia din urmă în lacul Catalpug, în dreptul satului Șichirlichitai-Noi.
Până în anul 1947 satul a purtat denumirea oficială de Hasan-Batâr (în ucraineană Гасан-Батыр), în acel an el fiind redenumit Vinogradne.

## Istoric
Prin Tratatul de pace de la București, semnat pe 16/28 mai 1812, între Imperiul Rus și Imperiul Otoman, la încheierea războiului ruso-turc din 1806 – 1812, Rusia a ocupat teritoriul de est al Moldovei dintre Prut și Nistru, pe care l-a alăturat Ținutului Hotin și Basarabiei/Bugeacului luate de la turci, denumind ansamblul Basarabia (în 1813) și transformându-l într-o gubernie împărțită în zece ținuturi (Hotin, Soroca, Bălți, Orhei, Lăpușna, Tighina, Cahul, Bolgrad, Chilia și Cetatea Albă, capitala guberniei fiind stabilită la Chișinău).
După războiul ruso-turc, începând din anul 1812 s-au stabilit în sudul Basarabiei familii de imigranți bulgari din sudul Dunării, aceștia primind terenuri de la ocupanții ruși ai Basarabiei. În anul 1821, coloniștii bulgari din Regiunea Iambol (aflată în sud-estul Bulgariei) au fondat satul Hasan-Batâr pe locul unei tabere a tătarilor cu aceeași denumire. Primii coloniști proveneau din satele Malomir, Botevo și Roza.
În urma Tratatului de la Paris din 1856, care încheia Războiul Crimeii (1853-1856), Rusia a retrocedat Moldovei o fâșie de pământ din sud-vestul Basarabiei (cunoscută sub denumirea de Cahul, Bolgrad și Ismail). Satul Hasan-Batâr s-a aflat pe teritoriul rămas Rusiei.
În perioada de până la primul război mondial, s-au intensificat nemulțumirile țăranilor săraci cauzate de lipsa pământului. În ianuarie 1918, activiștii bolșevici au preluat conducerea în sat. Intervenția armatei române a dus la înăbușirea rebeliunii bolșevice și la pacificarea localității.
După Unirea Basarabiei cu România la 27 martie 1918, satul Hasan-Batâr a făcut parte din componența României, în Plasa Tașlâc (apoi din Plasa Ivăneștii noi) a județului Cetatea Albă. Pe atunci, majoritatea populației era formată din bulgari, existând și comunități mici de români, ruși și țigani. La recensământul din 1930, s-a constatat că din cei 4.185 locuitori din sat, 4.039 erau bulgari (96.51%), 60 ruși (1.43%), 32 români (0.76%), 9 greci și 4 evrei. În sat a funcționat un spital de stat .
În perioada interbelică, satul s-a aflat în aria de interes a activiștilor bolșevici din URSS. A funcționat în localitate o organizație clandestină a bolșevicilor care milita pentru ocuparea Basarabiei de către Uniunea Sovietică. Pe listele întocmite de jandarmerie a persoanelor suspectate de propaganda comunistă figurau și câțiva localnici.
Ca urmare a Pactului Ribbentrop-Molotov (1939), Basarabia, Bucovina de Nord și Ținutul Herța au fost anexate de către URSS la 28 iunie 1940. După ce Basarabia a fost ocupată de sovietici, Stalin a dezmembrat-o în trei părți. Astfel, la 2 august 1940, a fost înființată RSS Moldovenească, iar părțile de sud (județele românești Cetatea Albă și Ismail) și de nord (județul Hotin) ale Basarabiei, precum și nordul Bucovinei și Ținutul Herța au fost alipite RSS Ucrainene. La 7 august 1940, a fost creată regiunea Ismail, formată din teritoriile aflate în sudul Basarabiei și care au fost alipite RSS Ucrainene .
În perioada 1941-1944, toate teritoriile anexate anterior de URSS au reintrat în componența României. Apoi, cele trei teritorii au fost reocupate de către URSS în anul 1944 și integrate în componența RSS Ucrainene, conform organizării teritoriale făcute de Stalin după anexarea din 1940, când Basarabia a fost ruptă în trei părți.
În anul 1947, autoritățile sovietice au schimbat denumirea oficială a satului din cea de Hasan-Batâr în cea de Vinogradne. În anul 1954, Regiunea Ismail a fost desființată, iar localitățile componente au fost incluse în Regiunea Odesa.
Începând din anul 1991, satul Hasan-Batâr face parte din raionul Bolgrad al regiunii Odesa din cadrul Ucrainei independente. În prezent, satul are 2.144 locuitori, preponderent bulgari.

## Economie
Locuitorii satului Hasan-Batâr se ocupă în principal cu agricultura, aici existând teren arabil și podgorii. Se cultivă cereale și viță de vie și se cresc vite și oi.
Produce de cereale, carne și produse lactate, struguri.

## Demografie
Componența lingvistică a comunei Hasan-Batâr
     Bulgară (94,78%)
     Ucraineană (1,87%)
     Rusă (1,73%)
     Alte limbi (0,56%)
Conform recensământului din 2001, majoritatea populației comunei Hasan-Batâr era vorbitoare de bulgară (94,78%), existând în minoritate și vorbitori de ucraineană (1,87%) și rusă (1,73%).
1930: 4.185 (recensământ)
2001: 2.144 (recensământ)

## Obiective turistice
- Monumentul lui V.I. Lenin